# GRIN2A
GRIN2A یکی از زیرواحدهای گیرنده NMDA است که در انسان توسط ژنی با همین نام کدگذاری می‌شود. این زیرواحد دارای ۱۴۶۴ اسید آمینه است. ایزوفرم‌های کوتاه GluN2A موجود در پستانداران را می‌توان با اتصال آمینو اسیدهای جایگزین نیز تولید کرد و این پلی‌پپتید جدید حاوی ۱۲۸۱ اسید آمینه خواهد بود.

## عملکرد
گیرنده‌های NMDA که GRIN2A یکی از زیر واحدهای سازنده آن‌هاست، یک دسته از گیرنده‌های گلوتامات یونوتروپیک هستند. ثابت شده است که کانال‌های NMDA در ایجاد حافظه طولانی مدت نقش دارند، این عملکرد وابسته به فعالیت در کارایی ارتباط سیناپسی است که تصور می‌شود زمینه‌ساز انواع خاصی از حافظه و یادگیری باشد.

## اهمیّت بالینی
انواع مختلف این ژن با اثر محافظتی قهوه بر بیماری پارکینسون مرتبط هستند. جهش در توالی‌های GRIN2A با صرع مقاوم به درمان مرتبط است. توالی یابی کل ژنوم منجر به کشف ارتباط بین جهش در GRIN2A و طیف گسترده‌ای از بیماری‌های عصبی، از جمله صرع، ناتوانی ذهنی، اختلالات اوتیسمی، تأخیر در رشد، و اسکیزوفرنی شده است.

## تعامل‌های پروتئینی
ثابت شده است که GRIN2A با پروتئین‌های زیر در تعامل است:
- DLG1[۱۲]
- DLG3[۱۳][۱۴]
- DLG4[۱۴][۱۳][۱۵][۱۶][۱۷]
- FYN[۱۸]
- Interleukin 16
- PTK2B
- Src